# تشارلي ديس
تشارلي ديس (بالإنجليزية: Charlie Dees)‏ هو لاعب كرة قاعدة أمريكي، ولد في 24 يونيو 1935 في برمنغهام في الولايات المتحدة.

## وصلات خارجية
- تشارلي ديس على موقعبيزبول رفرنس.كوم (الدوري الرئيسي) (الإنجليزية)
- تشارلي ديس على موقعبيزبول رفرنس.كوم (الدوري الثانوي) (الإنجليزية)